# آرشي بيل
آرشي بيل (بالإنجليزية: Archie Bell)‏ (12 أبريل 1965 في المملكة المتحدة - ) هو مدرب كرة قدم ولاعب كرة قدم بريطاني في مركز الدفاع. لعب مع كوين أوف ساوث ونادي كيلمارنوك وAnnbank United F.C. ‏ وفورفار أثلتيك ‏ وهورلفورد يونايتد ‏ وKilbirnie Ladeside F.C. ‏.